# Bulgaria Open (Badminton)
Die Bulgaria Open sind offene internationale Meisterschaften von Bulgarien im Badminton. Sie wurden anfangs in einem zweijährigen Rhythmus ausgetragen. Ab 2012 finden sie jährlich statt. 2006 gehörte das Turnier zum World Badminton Grand Prix 2006, 2008 zum BWF Grand Prix 2008 und zum BE Circuit. Parallel dazu existieren die Bulgarian International im Rahmen des BE Circuits.

## Die Sieger
| Saison    | Herreneinzel        | Dameneinzel        | Herrendoppel                          | Damendoppel                           | Mixed                            |
| --------- | ------------------- | ------------------ | ------------------------------------- | ------------------------------------- | -------------------------------- |
| 2006      | Kasper Ødum         | Petya Nedelcheva   | Joachim Fischer Nielsen Mathias Boe   | Meiliana Jauhari Purwati              | Alexandr Nikolaenko Nina Vislova |
| 2008      | Joachim Persson     | Petya Nedelcheva   | Mathias Boe Carsten Mogensen          | Jwala Gutta Shruti Kurien             | Valiyaveetil Diju Jwala Gutta    |
| 2012      | Tan Chun Seang      | Alesia Zaitsava    | Tan Chun Seang Roman Zirnwald         | Gabriela Stoeva Stefani Stoeva        | Roman Zirnwald Elisabeth Baldauf |
| 2013      | Michał Rogalski     | Stefani Stoeva     | Martin Campbell Patrick MacHugh       | Petya Nedelcheva Dimitria Popstoikova | Anton Kaisti Gabriela Stoeva     |
| 2014      | Raul Must           | Petya Nedelcheva   | Toma Junior Popov Thomas Vallez       | Özge Bayrak Neslihan Yiğit            | Alexandre Hammer Joanna Chaube   |
| 2015      | Raul Must           | Natalia Koch Rohde | Jordan Corvée Julien Maio             | Lê Thu Huyền Phạm Như Thảo            | Đỗ Tuấn Đức Phạm Như Thảo        |
| 2016      | Patrick Bjerregaard | Clara Azurmendi    | Pakin Kuna-Anuvit Natthapat Trinkajee | Cemre Fere Neslihan Kılıç             | Rodion Alimov Alina Davletova    |
| 2017      | Lakshya Sen         | Neslihan Yiğit     | Mathias Thyrri Søren Toft Hansen      | Gabriela Stoeva Stefani Stoeva        | Alex Vlaar Iris Tabeling         |
| 2018      | Toma Junior Popov   | Neslihan Yiğit     | Christo Popov Toma Junior Popov       | Gabriela Stoeva Stefani Stoeva        | Alex Vlaar Mariya Mitsova        |
| 2019      | Toma Junior Popov   | Neslihan Yiğit     | Eloi Adam Julien Maio                 | Bengisu Erçetin Nazlıcan İnci         | Joshua Hurlburt-Yu Josephine Wu  |
| 2020 2024 | nicht ausgetragen   | nicht ausgetragen  | nicht ausgetragen                     | nicht ausgetragen                     | nicht ausgetragen                |